# ТЕС Мана
22°42′25″ пн. ш. 57°34′41″ сх. д. / 22.70694° пн. ш. 57.57806° сх. д.
ТЕС Мана – теплова електростанція на півночі Оману, за сто тридцять кілометрів на південний захід від Маската. Перша електростанція в країні, споруджена приватним капіталом.
У 1996-му на майданчику станції ввели в експлуатацію три встановлені на роботу у відкритому циклі газові турбіни номінальною потужністю від 28,9 МВт до 29,2 МВт, а в 2000-му їх доповнили ще двома з показниками 95 МВт та 97 МВт. 
В 2001 – 2008 роках виробництво станції коливалось від 982 до 1442 млн кВт-год.
Як паливо станція використовує природний газ, постачений по трубопроводу Їбал – Маскат.
Видача продукції відбувається по ЛЕП, розрахованій на роботу під напругою 400 кВ та 220 кВ.
Проект реалізували через компанію United Power Company, одним із засновників якої була французька GDF Suez. Наразі її основним учасником є саудійська Khaled Juffali Holding (54,5%). В 2020-му, після завершення двадцятирічного контракту на гарантований викуп продукції, власність на станцію повинна буде перейти до держави Оман.